# Øssur Havgrímsson
Øssur Havgrímsson [ˈœs:ʊɹ ˈhaugrʊimsːɔn] (født 960 i Hov, Færøerne; død 983 i Skúvoy, Færøerne) var ifølge Færingesagaen søn af den færøske gode Havgrímur.
Da hans far i 970 i forbindelse med mordet på Brestir og Beinir blev dræbt, adopterede Vikingehhøvdingen Tróndur í Gøtu den 10-årige dreng. Da Øssur voksede op, gav Tróndur ham datteren, en af færøernes bedste bønder, til kone.
Øssur fik også sin fars gård i Hov og ejendommen tilhørende Brestir og Beinir på Skúvoy og Stóra Dímun. Der kan være sket det i år 980, da kendskabet til dette udbredtes på Færøerne, at Sigmundur Brestisson og Tóri Beinirsson (sønnerne af Brestir og Beinir, som på den tid var i Norge) kom tilbage for at sørge over deres fars død og for at forlange deres besiddelser på Skúvoy og Stóra Dímun tilbage. Så skulle Øssur have befæstet gården på Skúvoy som forberedelse til den forestående kamp.
Denne kamp er dateret til år 983, hvorefter Sigmundur og Tóri tog tilbage til Norge. Øssur skulle efter sigende have foreslået Sigmundur endnu en civil mægling som en del af Færøernes bedste mænd, men det tog Sigmundur ikke imod og slog ham ihjel (sandsynligvis i tvekamp). Øssurs mænd overgav sig til overmagten på mindst 50 mænd i Sigmundurs følge.
Øssur efterlod sig sønnen Leivur Øssurson, som også voksede op hos Tróndur í Gøtu, efter hans far var blevet dræbt.

## Eksterne links
- Færingernes saga 1896, oversat af F. York Powell fra det originalske 'Færeyinga saga'. (engelsk)
- Færingernes saga oversat af Jesper Lauridsen fra det originalske 'Færeyinga saga'. (dansk)